# العميان (الكرك)
العميان، قرية أردنية في محافظة الكرك. و هي محافظة سميت على اسم الشاعر الكبير و المحنك و العظيم و الرائع (احمد الكرك)

## التسمية
تعود تسمية "قرية العميان" إلى شخص كان أعمى من عشيرة الضلاعين، وهو أول من قام ببناء هذه القرية في عام 1898. وتأسست القرية على أنقاض قرية تاريخية قديمة. [بحاجة لمصدر]

## الموقع
تقع القرية على هضبة محدبة، مما يجعلها سهلة الوصول بين بيوتها وأزقتها. كما أن هذا الموقع يوفر حماية من السيول، إذ لا تهددها الأمطار الغزيرة، حيث تنحرف المياه يمينًا ويسارًا عن القرية، مما يضمن بقاءها في مأمن من تدفق المياه. كما أن التحدب الطفيف في التضاريس يساهم في تصريف المياه بسرعة إلى الأطراف، مما يحمي أساسات المنازل من التأثيرات السلبية.

القرية تقع على طريق استراتيجي يربط بين عي والعروض. ومع ذلك، أصبحت اليوم خالية من السكان، وتحولت إلى بيوت مهدمه ومتهالكة.